# بريان إدواردز
بريان إدواردز (بالإنجليزية: Bryan Edwards)‏ (27 أكتوبر 1930 في المملكة المتحدة - 21 يونيو 2016) هو مدرب كرة قدم ولاعب كرة قدم بريطاني في مركز نصف الجناح. لعب مع بولتون واندررز.

## وصلات خارجية
- بريان إدواردز على موقع قاعدة بيانات كرة القدم.إي يو (الإنجليزية)
- بريان إدواردز على موقع Soccerbase.com (مدرب) (الإنجليزية)